# Брыксин, Александр Юрьевич
Алекса́ндр Ю́рьевич Бры́ксин (род. 20 января 1967, Кемерово) — российский предприниматель, управленец, государственный и политический деятель. Вице-президент Всероссийской федерации художественной гимнастики. Президент Федерации спортивной борьбы Кемеровской области. Мастер спорта по вольной борьбе. Депутат Государственной думы VI и VII созывов, член комитета Госдумы по развитию гражданского общества, вопросам общественных и религиозных объединений, член фракции «Единая Россия». С октября 2021 года — Представитель в Совете Федерации от законодательного органа государственной власти Курской области, член Комитета Совета Федерации по экономической политике.
Из-за поддержки нарушения территориальной целостности Украины во время российско-украинской войны находится под персональными международными санкциями Евросоюза, США, Великобритании и ряда других стран.

## Биография
Учился в кемеровской школе № 65.
В 1985—1987 годах проходил службу в Вооруженных силах СССР.
В 1996 году окончил Кемеровский технологический институт пищевой промышленности по специальности «техника и физика низких температур». Также получил диплом Академии международного бизнеса.
С 2007 по 2010 года работал в ЗАО "КБ «Русский международный банк» на должности вице-президента.
В 2006—2012 годах являлся членом совета директоров, заместителем генерального директора по инвестициям ЗАО «Курскрезинотехника». До 2011 года являлся заместителем генерального директора по инвестициям.
В 2011—2016 годах был избран депутатом Государственной Думы Федерального Собрания Российской Федерации VI созыва в составе федерального списка кандидатов в депутаты Государственной думы, выдвинутого Всероссийской политической партией «Единая Россия» (региональная группа № 48 — Курская область). Являлся членом Комитета Государственной Думы по бюджету и налогам. С ноября 2012 года — член Комитета Государственной Думы по вопросам собственности.
Является вице-президентом Всероссийской федерации художественной гимнастики, мастер спорта по вольной борьбе.
В Курской области по результатам подсчёта голосов «Народных праймериз» на выборах в Государственную думу Александр Брыксин занял второе место.
В 2016 году был избран депутатом Государственной Думы VII созыва в составе федерального списка кандидатов в депутаты Государственной думы, выдвинутого Всероссийской политической партией «Единая Россия» (региональная группа № 23 — Белгородская область, Курская область, Орловская область).
07 октября 2021 года Постановлением Курской областной Думы № 5 — VII ОД надалён полномочиями представителя Курская областной думы в Совете Федерации Российской Федерации.

## Законотворческая деятельность
С 2016 года по 2021 год руководил экспертно-консультативным советом фракции «Единая Россия» в Государственной Думе по совершенствованию законодательства в сфере физической культуры, спорта и развития внутреннего туризма. В этом же году стал членом Комитета Государственной Думы по развитию гражданского общества, вопросам общественных и религиозных объединений.
С 2016 по 2019 год, в течение исполнения полномочий депутата Государственной думы VII созыва, выступил соавтором 77 законодательных инициатив и поправок к проектам федеральных законов.
В 2019 году Александр Брыксин выступил соавтором законопроекта «О внесении изменений в ст. 4 Федерального закона „О некоммерческих организациях“ и ст. 8 Федерального закона „О свободе совести и о религиозных объединениях“», который приняли в первом чтении. На 2021 год проект находится на рассмотрении во втором чтении.
Во второй половине 2020 года занял 230 место в списке депутатов, которые чаще всего голосовали за принятие законопроектов, положительное решение принималось в 70,7 % случаев.

## Собственность и доходы
По официальным данным за 2011 год Брыксиным вместе с супругой получен совокупный доход в размере более 60 млн рублей.
По состоянию на 2011 год владел недвижимостью в Испании, долями в ЗАО «Курскрезинотехника» (14 % акций) и ЗАО «Сфера».
В рейтинге «Forbes» 2015 года занял 67 позицию среди российских госслужащих. Его доход оценивается в 130,48 млн рублей.
Доход за 2016 год составил 205 млн 608 тыс. рублей, супруги — 974 тыс. рублей, за 2017 год — 107 млн 179 тыс. рублей, супруги — 4 млн 168 тыс. рублей, за 2018 год — 95 млн 619 тыс. рублей, супруги — 3 млн 102 тыс. рублей.
По итогам 2019 года задекларировал доход почти в 96,5 млн рублей, супруга заработала 14,8 млн рублей. В собственности находились: земельный участок, два дома, доли (по ½) в квартирах в Испании и России, 6 машиномест в России и ½ в Испании, катер Ferretti 90.

## Санкции
9 марта 2022 года , на фоне вторжения России на Украину, Брыксин попал в санкционный список Евросоюза за поддержку и реализации политики, подрывающую территориальную целостность, суверенитет и независимость Украины.
23 марта 2022 года внесён в санкционный список Канады «соратников режима» за содействие в нарушения суверенитета и территориальной целостности Украины.
30 сентября 2022 года внесён санкционный список Соединенных Штатов Америки «за аннексию Путиным регионов Украины» и одобрение закона о фейках.
По аналогичным основаниям находится под санкциями Великобритании, Швейцарии, Австралии, Украины и Новой Зеландии.

## Семья
Жена Светлана и четверо детей: Елизавета, Егор, Мария, Максим. Елизавета с 2015 года состоит в браке с Антоном Петровым, сыном Геннадия Петрова, связанного с Малышевской ОПГ.

## Награды
- Присвоено звание «Почетный гражданин Кемеровской области»[29].
- Почетная грамота Государственной Думы Федерального Собрания Российской Федерации[3].
- Почетный знак Государственной Думы Федерального Собрания Российской Федерации[25].
- Золотой Почетный знак «Общественное признание» — за большой личный вклад в развитие благотворительности и меценатства в России, плодотворную деятельность по оказанию эффективной социальной и духовной поддержки наиболее нуждающимся категориям наших сограждан, активную патриотическую и гражданскую позицию[30].
- Медаль «300 лет Российскому флоту»[25].
- Ордена Русской Православной Церкви святого благоверного князя Даниила Московского II и III степени.
- Орден Преподобного Сергия Радонежского III степени.
- Медаль Ордена Русской Православной Церкви святого равноапостольного князя Владимира.
- Орден «Ключ дружбы» — одна из высших наград Кемеровской области[31].
- Медаль ордена «За заслуги перед Отечеством» II степени (3 мая 2018) — за активную законотворческую деятельность[32].
- Благодарность Правительства Российской Федерации[29].
- Знак Совета народных депутатов Кемеровской области «Признание».